# Чанданараджа
Чанданараджа (гінді चंदनराज; д/н — 917) — нріпа Сакамбхарі 890—917 роках. Він також відомий як Ваппаяраджа та Маніка Рай.

## Життєпис
Походив з династії Чаухан. Син Говіндараджи II. Посів трон 890 року. Зберігав залежність від Гуджара-Пратіхарів. Згідно з написом на камені в храмі Харшнатх, Чандана переміг правителя Томари на ім'я Рудра (або Рудрена), якого ототожнюють з Вачараджею (Бібасапалою). За низкою свідчень війська Чаухан зуміли захопити ворожу столицю Анангпур, але наскількі це є вірним питання залишається дискусійним.
Ймовірно в цей період починаються величні будівельні проєкти, щоб підкресли міць держави. Так, дружина Чанданараджи — Рудрані — встановила 1000 лампоподібних лінгамів на березі озера Пушкар.
Наприкінці його панування відбувається посилення впливу Чаухан в регіоні, пов'язане з послабленням Гуджара-Пратіхарів, особливо після поразки магараджахіраджи Магіпали I у 915 році у війні проти Раштракутів. Проте Чанданараджа не встиг скористатися цими обставинами, померши у 917 році. Йому спадкував син Вакпаті I.